# Пинеры
Пине́ры (чув. Пӗнер) — посёлок в Шумерлинском районе Чувашской республики. До 2021 года входил в состав Краснооктябрьского сельского поселения.

## География
Находится в юго-западной части Чувашии на расстоянии приблизительно 14 км на восток по прямой от районного центра города Шумерля.

## История
Возник в связи со строительством железной дороги Арзамас-Сергач-Шихраны (Канаш). В 1911 году на месте нынешнего поселка был один дом пасечника. Название дано по местному наименованию местности «пенеруй». В 1914 году в поселке было 2 дома.

## Население
Население составляло 158 человек (чуваши 78 %) в 2002 году, 117 в 2010.